# Alt de Juclar
Alt de Juclar är en ås i Andorra. Den ligger i parroquian Canillo, i den nordöstra delen av landet. Topparna ligger på cirka 2500 meter över havet.
Trakten runt Alt de Juclar består i huvudsak av kala bergstoppar och gräsmarker.